# Menjamel carunculat de la Polinèsia
El menjamel carunculat de la Polinèsia (Foulehaio carunculatus) és una espècie de menjamel estès per diversos arxipèlags d'Oceania: Wallis i Futuna, Samoa i Tonga.